# Pan Tadeusz (wódka)

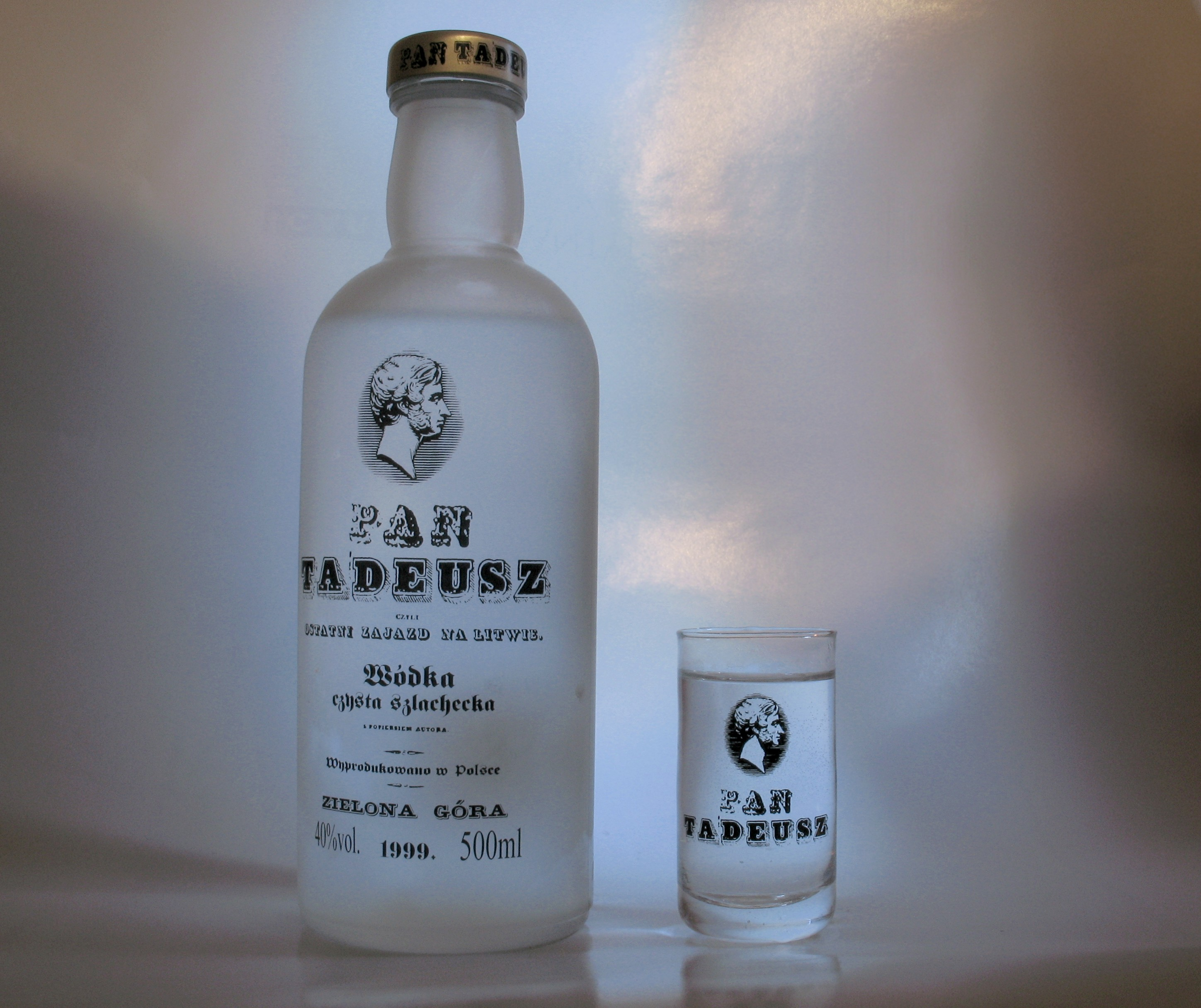
Butelka i kieliszek wódki Pan Tadeusz

Pan Tadeusz – czysta wódka o zawartości alkoholu 40%, produkowana ze spirytusu zbożowego oraz wody ze studni głębinowych. Debiut rynkowy miał miejsce równolegle z premierą filmu Andrzeja Wajdy Pan Tadeusz w październiku 1999 r. Właścicielem marki jest francuska firma Pernod Ricard.

## Opis
Wódka Pan Tadeusz została wprowadzona na rynek w 1999. Do produkcji używa się spirytusu pszennego i żytniego. Dostępna jest w dwóch podstawowych pojemnościach 0,5 l i 0,7 l (w charakterystycznych matowych butelkach z rysunkiem nawiązującym do epopei Adama Mickiewicza, a słowa historia szlachecka są zastąpione przez wódka czysta szlachecka) oraz 0,7 l w wersji w tubie prezentowej. Wytwarzana w Zielonej Górze oraz do 2013 roku w Poznaniu.